# Bisdom Guarulhos
Het bisdom Guarulhos (Latijn: Dioecesis Guaruliensis) is een rooms-katholiek bisdom met als zetel Guarulhos, in Brazilië. Het bisdom is suffragaan aan het aartsbisdom São Paulo.

## Geschiedenis
Het bisdom werd opgericht op 30 januari 1981, uit delen van het bisdom Mogi das Cruzes. 

## Parochies
Het bisdom had in 2021 een oppervlakte van 341 km2 en telde 1.399.470 inwoners waarvan 63,4% rooms-katholiek was.

## Bisschoppen
- João Bergese (11 februari 1981 - 5 mei 1991)
- Luiz Gonzaga Bergonzini (4 december 1991 - 23 november 2011)
- Joaquim Justino Carreira (23 november 2011 - 1 september 2013)
- Edmilson Amador Caetano (29 januari 2014 - heden)

São Paulo (aartsbisdom) · Campo Limpo · Guarulhos · Mogi das Cruzes · Nossa Senhora do Líbano em São Paulo (maronieten) · Nossa Senhora do Paraíso em São Paulo (melkieten) · Osasco · Santo Amaro · Santo André · Santos · São Miguel Paulista